# Попова, Маргарита
Маргарита Стефанова Попова (болг. Маргарита Стефанова Попова; род. 15 мая 1956, Велинград) — болгарский политик, юрист, прокурор и педагог.
Вице-президент Болгарии с 2012 года. Ранее занимала пост министра юстиции (27 июля 2009 — 4 сентября 2011) в кабинете Бойко Борисова. Как напарник кандидата в президенты Росена Плевнелиева в на президентских выборах в октябре 2011 года, она была избрана вице-президентом и вступила в должность в январе 2012 года.

## Биография
Маргарита Попова изучала болгарскую филологию в Софийском университете в 1980 году, а позже (1989) право в том же университете. Она была назначена прокурором в Пирдопе в 1990 году, в 1991 году — областным прокурором в Русе, и главой администрации и областным прокурором в Софии с 1996 по 2006 год.
Она была лектором в Национальной полицейской академии (2001—2004) и Национальном институте юстиции (2005—2009).

## Награды
- Большой крест ордена Заслуг pro Merito Melitensi (Мальтийский орден, 2014 год)[1].